# Tall Sultan
Tall Sultan (arab. تل سلطان) – wieś w Syrii, w muhafazie Idlib. W 2004 roku liczyła 2389 mieszkańców.